# Klara A. Csiszar

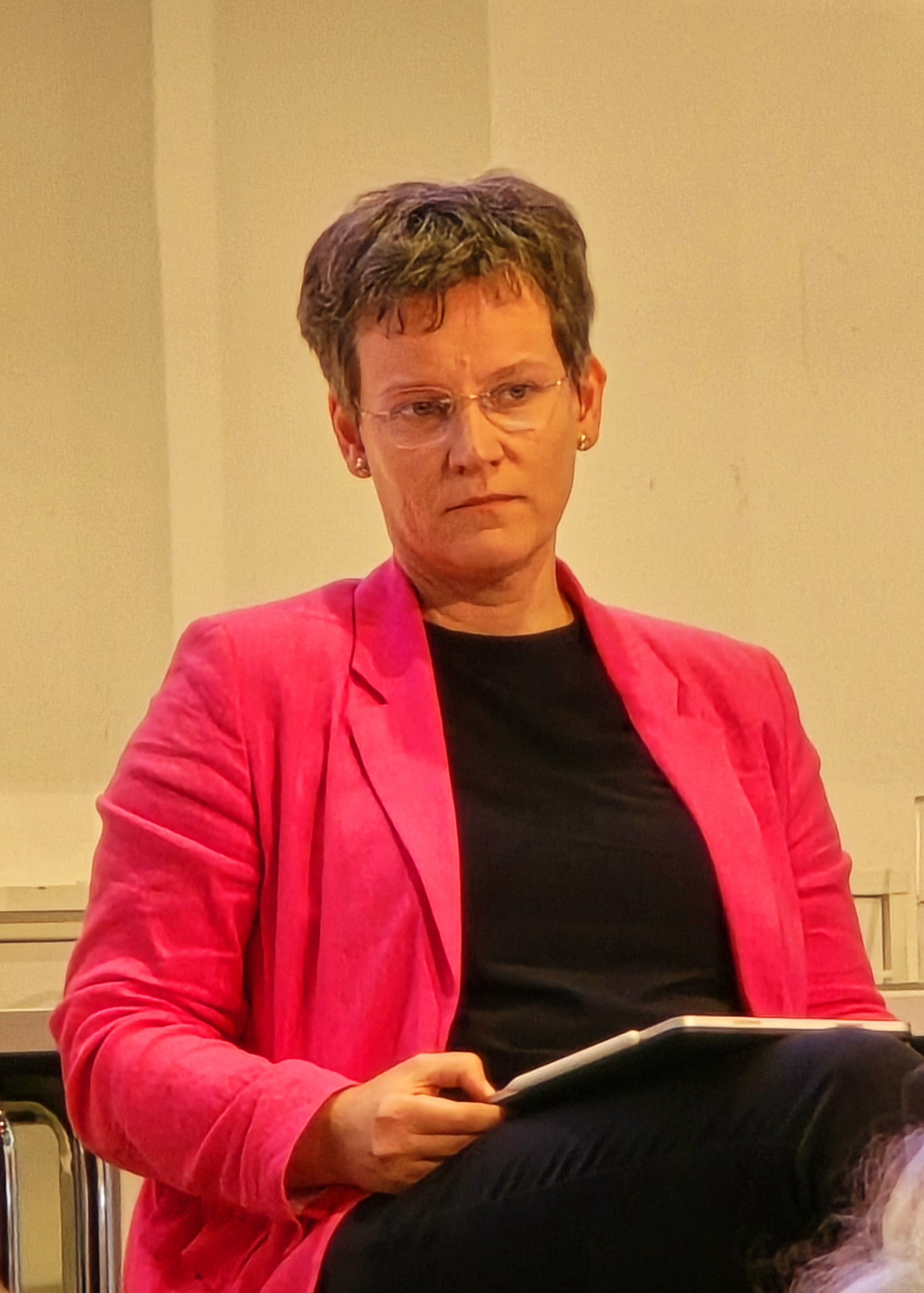
Klara A. Csiszar (2024)

Klara Antonia Csiszar (* 1981 in Satu Mare) ist eine rumänische römisch-katholische Pastoraltheologin und Universitätsprofessorin.

## Leben
Klara A. Csiszar studierte römisch-katholische Theologie und Germanistik in Cluj-Napoca (Rumänien) und Wien. 2009 promovierte sie an der Babes-Bolyai Universität in Cluj, 2015 habilitierte sie sich im Fach Pastoraltheologie an der Universität Wien. Von 2014 bis 2019 war sie wissenschaftliche Mitarbeiterin am Institut für Weltkirche und Mission an der Philosophisch-Theologischen Hochschule Sankt Georgen in Frankfurt am Main. Von 2017 bis 2019 vertrat sie den Lehrstuhl für Missionswissenschaft und interkulturellen Dialog. Seit dem Studienjahr 2019/2020 ist sie Professorin für Pastoraltheologie an der Katholischen Privat-Universität Linz und Leiterin des pastoralen Einführungsjahres der Diözese Linz. Seit 2021 ist sie stellvertretende Obfrau des Vereins Pastorales Forum in Wien.
Csiszar ist eine Schülerin des Pastoraltheologen Paul M. Zulehner. Sie ist Gründungsmitglied des Doktoratskollegs Kultur – Religion – Gesellschaft an der Babes-Bolyai Universität in Cluj und seit dem 1. September 2023 Dekanin der Fakultät für Theologie der Katholischen Privat-Universität Linz. Am 7. Juli 2023 wurde sie von Papst Franziskus zur theologischen Expertin der 16. Ordentlichen Vollversammlung der Weltbischofsynode ernannt. Im Oktober 2023 wurde sie vom Universitätssenat als Nachfolgerin von Michael Fuchs für eine dreijährige Funktionsperiode zur Vizerektorin für Lehre und Forschung der Katholischen Privat-Universität Linz gewählt.

## Forschungsschwerpunkte
- Integraler Missionsbegriff
- Existenzanalytische Pastoraltheologie und Logopastoral
- Synodalität in der Kirche
- Kirchliche Entwicklung nach dem Kommunismus in Ost(Mittel)Europa
- Herz-Jesu Verehrung im diözesanen Kontext und ihre Bedeutung für eine zeitgemäße kirchliche Praxis
- Dasein-Pastoral
- Tätigkeit der Jesuiten in der Diözese Satu Mare (Rumänien)[1]

## Monografien und Herausgeberschaften
- Missio-Logos: Beiträge über ein integrales Missionskonzept einer Kirche bei den Menschen, Regensburg 2021.
- Zusammen mit Johann Pock/János Vik: Pastoraltheologie in Mitteleuropa : Bestandsaufnahme und Entwicklungsmöglichkeiten, Ostfildern 2021.
- Das Angesicht der Erde erneuern. Die kirchliche Entwicklung in Rumänien nach dem Kommunismus, Ostfildern 2018.
- Zusammen mit Martin Hochholzer/Markus Luber/Hubertus Schönemann: Mission 21. Das Evangelium in neuen Räumen erschließen, Regensburg 2017.
- Zusammen mit Mario Vukoja/Stipe Odak/Agnieszka Anna Ukleja/Branislav Kuljovsky: Is There Place for Me in the Church? Interviews and Essays. The Echoes from the Church in Central and Eastern Europe 2016, Charlston 2016.
- Megújult lendülettel. A szatmári jezsuiták története, Budapest 2015.
- Zusammen mit Bura László/Muhi Sándor: A Kálvária templom 1909–2009, Szatmár 2009.[1]